# Gasterogrimmia plagiopodia
Gasterogrimmia plagiopodia là một loài Rêu trong họ Grimmiaceae. Loài này được (Hedw.) Buyss. mô tả khoa học đầu tiên năm 1883.